# Le coq chante à minuit
Pour plus de détails, voir Fiche technique et Distribution.
Le coq chante à minuit (en chinois : 半夜鸡叫 ; pinyin : Bànyè jī jiào) est un court métrage d'animation chinois produit par le Studio d'animation de Shanghai en 1964. Le film dépeint l'opposition entre un propriétaire terrien peu scrupuleux allant jusqu'à imiter le cri du coq la nuit, pour forcer ses travailleurs agricoles à s'user à la tâcher, et ses derniers cherchant à se libérer de ce joug. L'intrigue du court métrage est largement reprise par la Chine communiste pour promouvoir les idées maoïstes et politiques communistes.   

## Résumé
À l'approche du Nouvel An, un propriétaire terrien, du nom de Zhou Bapi, cherche à licencier ses travailleurs de longue date et les empêcher de recevoir leur paie, malgré le dur labeur effectué toute l'année. Pour cela, il établit un plan diabolique : faire chanter le coq la nuit pour forcer les travailleurs agricoles à se lever tôt, dans l'espoir qu'ils craquent face à ce supplice et partent avant même de recevoir leur paie.
Zhou Bapi met son plan à exécution et chaque nuit, il imite le chant du coq, induisant le vrai coq à chanter au milieu de la nuit. Par ce prétexte, il force les travailleurs à peine couchés à se relever pour partir travailler dans les champs. Au fil du temps, les travailleurs commencent à se méfier : un soir, un jeune ouvrier de douze ans, Xiaobao, se cache dans la cour et observe des mouvements suspicieux près du poulailler. La silhouette se dirige à tâtons vers le poulailler un bâton à la main et pousse un cocorico. À la lueur de la pipe, Xiaobao reconnait leur exploitant Zhou Bapi. À la suite de cette découverte, Xiaobao en informe les autres travailleurs et après discussion, il conçoit un plan pour punir Zhou Bapi. 
Le lendemain, Zhou Bapi s'approche à son habitude du poulailler et commence à lancer son cocorico quand surgit Xiaobao criant « Au voleur ! Attrapons le voleur de poules ! ». Les autres travailleurs également prêts et aux aguets arrivent et battent ledit voleur, feignant d'ignorer son identité quand celui-ci la décline. Arrive finalement la femme de Zhou Bapi leur implorant d'arrêter de battre leur maitre, et constate avec effroi l'état pitoyable dans lequel se trouve son mari. Ils retournent dans leur maison et les travailleurs éclatent de rire à cette vue. 

## Fiche technique
- Titre : Le coq chante à minuit
- Titre original : 半夜鸡叫
- Réalisation : You Lei (尤磊)
- Scénario : Zhang Songlin (张松林), Yu Hejing (虞和静). Basé sur une nouvelle de Gao Yubao (高玉宝).
- Musique : Chen Zhongju (陈仲驹)
- Modélisation (造型设计) : Xie Hongbin (谢洪宾)
- Décors : Cheng Zhongyue (程中岳)
- Photographie : Zhong Liren (钟立人)
- Opération marionnette : You Lei (钟立人), Guo Yan (钟立人), Cai Yuanlan (钟立人)

## Production
Ce film de marionnettes est basé sur l'intrigue d'une nouvelle de Gao Yubao (高玉宝) de son roman « Gao Yubao », rédigé en 1955. Dans ce roman, qui se veut semi-autobiographique, Gao Yubao indique que le personnage de Zhou Bapi serait inspiré de Zhou Chunfu (周春富).  Zhou Chunfu était un propriétaire terrien, pour qui Gao Yubao avait travaillé, enfant. Celui-ci a été battu à mort pendant la période de la réforme agraire chinoise dans les années 1940.
Abondamment repris et intégré aux manuels scolaires, ce roman et ce court métrage ont contribué à la propagation des idées maoïstes en faveur de la réforme agraire contre les exploiteurs terriens.
En 2011, l'arrière-petit-fils de Zhou Chunfu publie le livre « Le coq ne chante pas à minuit : révéler le vrai visage de Zhou Bapi » (《半夜鸡不叫：揭开地主周扒皮的真实面目》), dans lequel il conteste l'image des cruels propriétaires associés à Zhou Chunfu. Il y avance que les mauvaises actions attribuées à Zhou étaient pour la plupart inventées, et que le vrai Zhou n'était même pas classé parmi les 2 000 plus riches propriétaires du comté de Fu.

## Récompenses
- Festival de Cannes 1965 : prix de la Commission Supérieure Technique (ex aequo)[3]